# グルジア正教会

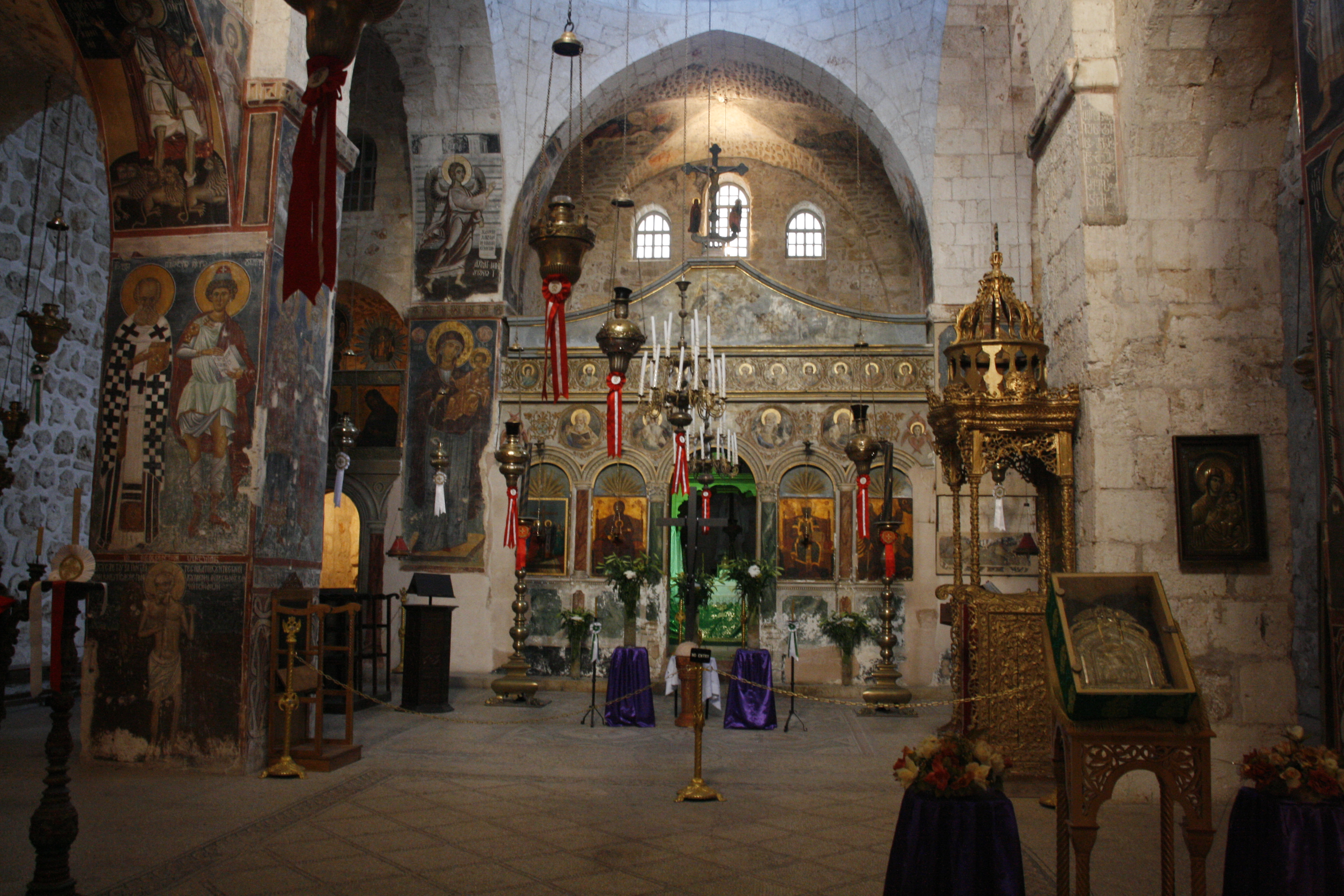
グルジア正教会、聖十字架修道院の聖堂内部

グルジア正教会の紋章

グルジア正教会（グルジアせいきょうかい）またはジョージア正教会（ジョージアせいきょうかい、グルジア語: საქართველოს მართლმადიდებელი სამოციქულო ეკლესია; Saqartvelos Samotsiqulo Avtokepaluri Martlmadidebeli Eklesia, 英語: Georgian Apostolic Autocephalous Orthodox Church）は、現在のジョージア共和国の中心部に「全ジョージアのカトリコス総主教」を長とする聖シノド（英語：Holy Synod）を置く、正教会の一員たる独立教会である。
正教会は一カ国に一つの教会組織をそなえることが原則だが（グルジア正教会以外の例としてはギリシャ正教会、ルーマニア正教会、ロシア正教会など。例外もある）、これら各国ごとの正教会が異なる教義を信奉している訳では無く、同じ信仰を有している。

## 沿革
4世紀に国教化した歴史の長い教会で、伝承による起源は初めてコーカサス地方（古代のコルキス Colkis、イベリア Iberia）へ宣教した1世紀のアンデレ（聖使徒アンドレイ）まで遡る。 他の聖伝では、熱心党のシモン（聖使徒シモン・カナニト）がコーカサスへ旅してグルジア西部へ宣教し、コマニ Comani 村のソフミ Sokhumi の近くへ埋葬されている。また、マティアス（聖使徒マトフィイ）がグルジア南西部へ宣教していたとも言われており、こちらはバトゥミの近郊のゴニオ Gonio 村に埋葬されている。使徒バルトロマイ（聖使徒ワルフォロメイ）とタダイ（聖使徒ユダ・ファデイ）がグルジアに来ていたことを主張する文書が幾つかある。
史料によって疑問の余地なしとされる大規模な宣教は、啓蒙者グレゴリオスと、グルジアの光照者：聖ニノ（ニーナとも）により4世紀の前半に行われた。
4世紀には独立正教会の地位を得たが、19世紀初頭にロシア帝国にグルジアが併合されると、その地位は破棄され、グルジアの教区はロシア正教会のもとに編入され、グルジアのエクザルフの職位が設けられた。1917年のロシア革命時に、グルジア正教会は独立を回復し、1943年にモスクワ総主教庁から、1990年にコンスタンディヌーポリ総主教庁から独立正教会としての承認を得た。
ロシア正教会やアルバニア正教会と同様、20世紀に共産主義政権によって弾圧を被ったが、ソビエト連邦の崩壊後は復興を遂げている。
現在の総主教は全グルジアのカトリコス総主教・ムツヘタとトビリシの大主教イリア2世である。
2009年、アブハジア正教会は自ら独立教会であると宣言した。

## 分類
- 正教会（ギリシャ正教、東方正教会） — 正教会の洗礼・聖体機密（聖体礼儀）を含む機密（秘蹟）は全ての正教会で有効。「ルーマニア正教会」「ロシア正教会」は組織名であり、一組織を信仰するかのような「ロシア正教を信仰する」「グルジア正教を信仰する」といった表現は誤りである。
  - 独立正教会（一部からの承認のみのものを含む）
    - アメリカ正教会
    - アルバニア正教会
    - アレクサンドリア教会（アレクサンドリア総主教庁）
    - アンティオキア教会（アンティオキア総主教庁）
    - ウクライナ正教会 (2018年設立)
    - エルサレム教会（エルサレム総主教庁）
    - キプロス正教会
    - ギリシャ正教会
    - グルジア正教会
    - コンスタンティヌーポリ教会（コンスタンティヌーポリ全地総主教庁）
    - セルビア正教会
    - チェコスロバキア正教会
    - ブルガリア正教会
    - ポーランド正教会
    - マケドニア正教会　一部のみその地位を承認。
    - ルーマニア正教会
    - ロシア正教会

  - 自治正教会（一部の承認のものも含む）
    - エストニア使徒正教会 — 一部のみその地位を承認。承認していない教会からは一教区扱い。
    - シナイ正教会
    - 正統オフリド大主教区 — 一部のみその地位を承認。承認していない教会からは一教区扱い。
    - 中国正教会 — 一部のみその地位を承認。承認していない教会からは一教区扱い。
    - 日本ハリストス正教会 — 一部のみその地位を承認。承認していない教会からは一教区扱い。
    - フィンランド正教会

  - 自主管理教会
    - アンティオキア正教会北米大主教区
    - ウクライナ正教会 (モスクワ総主教庁系)
    - エストニア正教会 — ロシア正教会の自主管理教会。
    - 在外ロシア正教会
    - モルドバ正教会
    - ラトビア正教会
    - 他